# Alfa Romeo 147
L'Alfa Romeo 147 est une automobile compacte du constructeur automobile italien Alfa Romeo construite de 2000 à 2010. Elle succéde aux modèles 145/146 et elle est remplacée par la Giulietta. Elle a remporté le trophée européen de la voiture de l'année en 2001.
La 147 est produite en Italie, dans l'usine de Pomigliano d'Arco.

## Caractéristiques et évolution

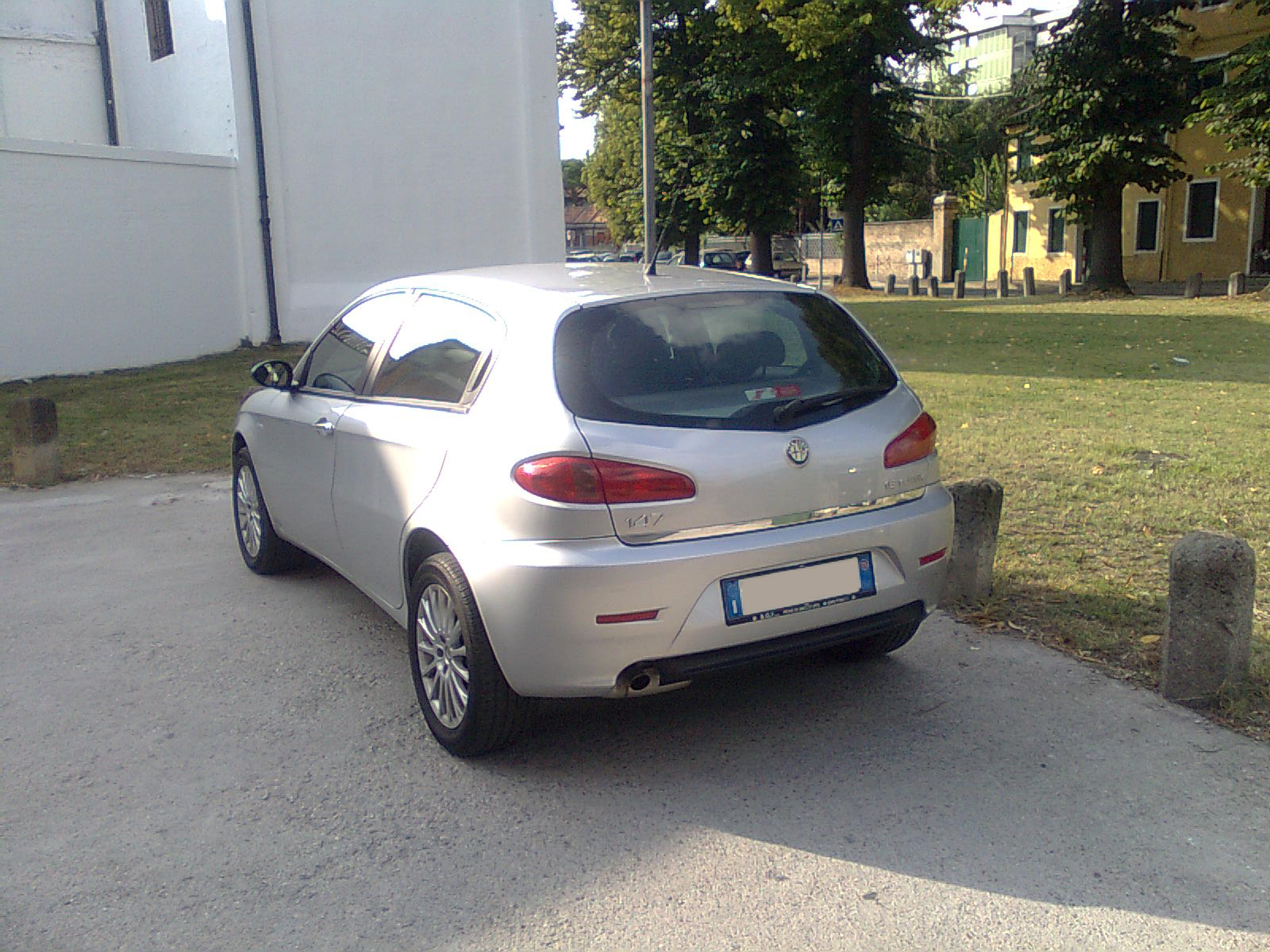
Alfa Romeo 147 (Vue arrière)

L'Alfa Romeo 147 se décline en trois ou cinq portes avec trois moteurs à essence «double arbre» et double allumage (Twin Spark) : deux 1,6 litre de 105 et 120 ch, et un 2 litres de 150 ch. La 147 2.0 était disponible en version Selespeed, c'est-à-dire équipée d'une boîte de vitesses robotisée (simple embrayage) à commande séquentielle au volant. Ce n'est que l'année qui suit la sortie qu'apparaissent la 147 cinq portes et le diesel 1.9 JTD disponible d'abord en 100 et 115 ch, puis en 140 ch, version 16 soupapes et multijet de la 115. En 2004 apparait une version 126 ch, disponible sur les phases I et II, et défiscalisée des 140 et 150 ch. En passant à la phase II, le JTD 140 ch est remplacé par une version 150, puis en 2005, le 115 ch adopte le système multijet, et voit sa puissance passer à 120 ch.
Les JTD 8 soupapes (100, 115 et 120 ch) sont équipés d'une boîte 5 vitesses, alors que les 16 soupapes (126, 140 et 150) sont équipés en boîte 6.
Une version JTD 170 ch était produite en série limitée à partir de 2008, sous le nom de 147 Ducati Corse, 
En 2001, elle est élue Voiture européenne de l'année[réf. nécessaire].
La 147 GTA est la version la plus sportive de la 147. Elle partage le moteur V6-24 soupapes de 3,2 litres et 250 ch avec la 156 GTA. Elle est commercialisée en 2003 puis arrêtée en 2005, 462 exemplaires vendus en France
En 2004, un restylage extérieur et intérieur est effectué. Le style perd quelque peu en originalité, avec une face avant dotée d'optiques au dessin plus classique, ou encore le remplacement des cadrans circulaires se chevauchant par des cadrans plus lisibles mais moins originaux. La version 1,9 litre diesel de 140 ch est portée à 150 ch en héritant d'un système d'injection plus performant. Par la suite le JTD de 100 ch disparaît du catalogue, et le JTD de 115 ch hérite lui aussi d'un système d'injection plus moderne et passe alors à 120 ch.
En 2006, le style de la 147 évolue à nouveau, mais légèrement cette fois, et les différents niveaux de finition et pack d'options sont revus. 
En 2007, la version JTD de 150 ch peut recevoir un différentiel autobloquant de type « Torsen » nommé Q2, qui améliore notamment la motricité en courbe, et l'on note aussi l'arrivée de nouvelle finitions. Au salon de l'automobile de Francfort, on voit apparaître une série limitée à 1 000 exemplaires, l'Alfa Romeo 147 C'N'C CoSTUME NATIONAL équipée du moteur 1.9 JTDm 150. Elle se caractérise par l'exclusive teinte de carrosserie nacrée Eldorado, ainsi que par des détails très recherchés : un terminal d'échappement chromé, des caches des rétroviseurs extérieurs noirs brillants, des groupes optiques arrière foncés et des jantes de 17" peintes et diamantées, d'inspiration aéronautique. Les logos « 147 C’N’C » se détachent sur les montants et le hayon arrière. Les sièges sont revêtus de cuir et Alcantara ajouré. Les montants, l'impériale et les garnitures laquées noires créent un joli contraste avec la carrosserie blanche. La vocation sportive de la 147 C’N’C CoSTUME NATIONAL s'exprime aussi au travers d'autres détails précieux : l'instrumentation avec fond d'échelle rouge et éclairage blanc ; les surtapis personnalisés et les seuils de portes en aluminium. Elle propose de série les dispositifs les plus sophistiqués en matière de sécurité, ainsi que des options prestigieuses : système Hi-Fi Bose avec caisson de basses, suspensions surbaissées, projecteurs au xénon, système de navigation par satellite et dispositif antivol.
Une version limitée Persol est également apparue ainsi que la prestigieuse version limitée à 500 exemplaires Ducati Corse avec un châssis affuté, un différentiel autobloquant type Torsen Q2 ainsi qu'un équipement intérieur et extérieur typé sport (rétroviseurs alu, pédalier alu, sellerie cuir noire surpiquée avec logo Ducati, jantes spécifiques 18 pouces ainsi que des autocollants de carrosserie et le logo Ducati Corse sur les ailes et la malle arrière. Cette version est uniquement disponible avec le moteur 1.9 JTDm poussé ici à 170 ch, venant de l'Alfa Romeo GT.

## Équipements et options

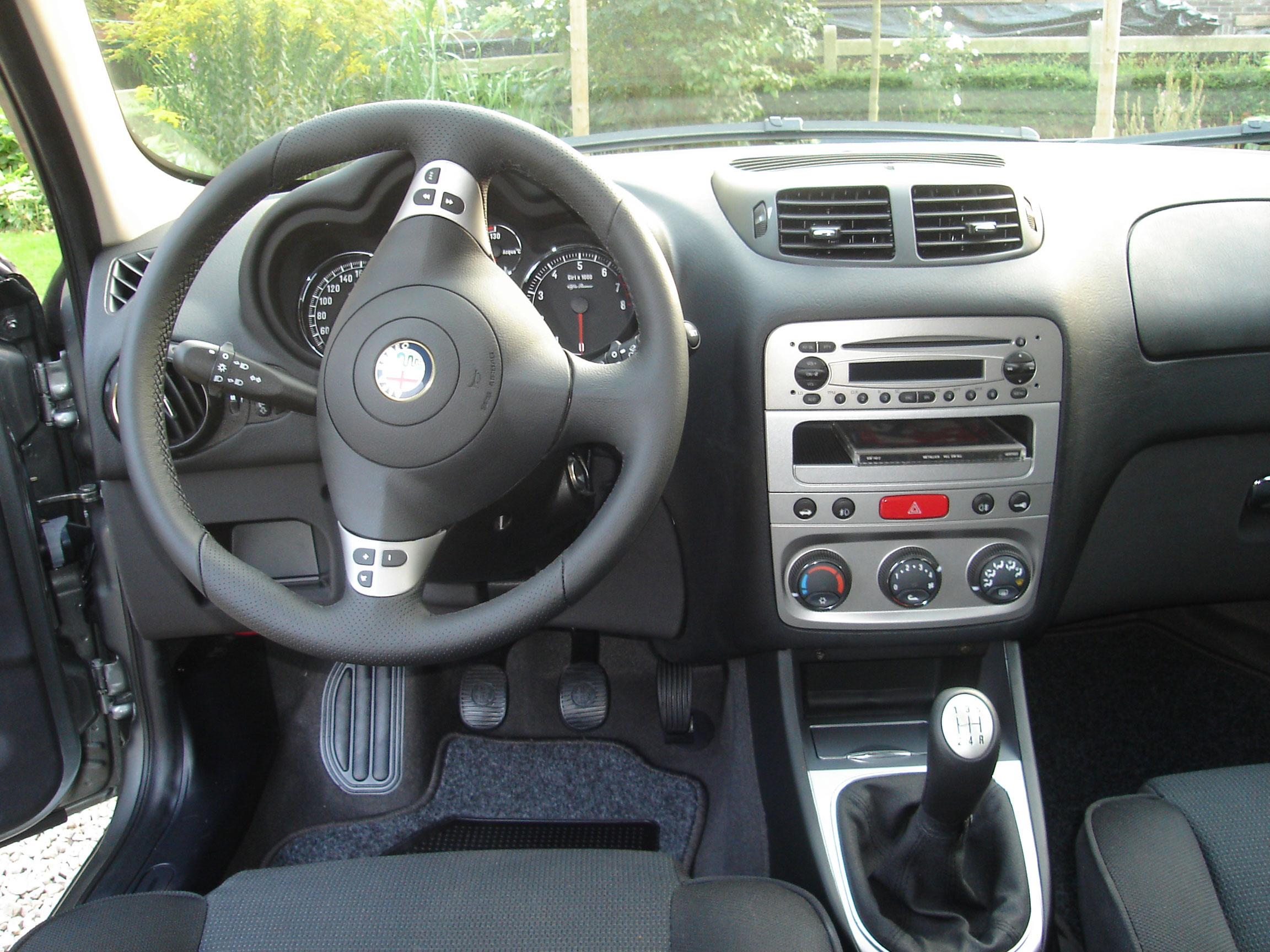
Alfa Romeo 147 (Vue intérieur)

- Finition Milano : ABS, coussins gonflables de sécurité (« airbags ») frontaux, latéraux AV et rideaux, vitres AV (conducteur séquentielle) et rétroviseurs dégivrants électriques, télécommande de verrouillage, climatisation manuelle, antibrouillards, 4 appuie-têtes, 5 ceintures 3 points, volant cuir réglable en hauteur et profondeur, siège conducteur réglable en hauteur, banquette AR 40/60, phares et éclairage à extinction différée, spots AV et AR, miroirs de courtoisie éclairés, écran multifonction, radio-CD 6HP commandée au volant, jantes alliage 15". Sur JTD : antipatinage. Sur JTD 150 : ESP.

- Finition Distinctive : antipatinage, amplificateur d'urgence et ESP (sauf 1.6 105 ch), velours, vitres AR élec. sur 5p., sièges AV à mémoires sur 3p., accoudoir central AV, jantes alliage 16", clim. régulée droite/gauche, ordinateur de bord, régulateur de vitesse, ceintures AV réglables en hauteur.

- Finition Selective : jantes alliage 17", navigateur/téléphone Connect nav., cuir Momo, seuils de portes alu.

- Options : peinture métallisée, toit ouvrant électrique, alarme, cuir Momo (sur finition Distinctive), lave-phares, phares au xénon, sièges sport (sur finition Milano), en cuir (sur Selective et Distintive), radio-CD MP3, Hi-Fi Bose 8 HP, navigateur à pictogramme et GSM mains libres à commande vocale, chargeur CD, pack Confort (appuie-tête et accoudoir réglables, pack hiver (lave-phares, lave-glace et sièges avant chauffants)), radar de recul, capteur de pluie (sur finitions Distinctive et Selective), kit Bluetooth, filtre à particules (sur JTD), châssis sport, rétroviseur intérieur avec positions jour/nuit automatique, pré-équipement téléphone. Sur Milano : vitres arrière électriques, accoudoir AV, climatisation régulée, ceintures AV réglables en hauteur, ESP, régulateur de vitesse et ordinateur de bord.

## Production
| Version                                         | Années                                          | Production |
| ----------------------------------------------- | ----------------------------------------------- | ---------- |
| Alfa 147 1.6                                    | 2000 - 10                                       | 240 262    |
| Alfa 147 JTD                                    | 2000 - 10                                       | 346 976    |
| Alfa 147 2.0                                    | 2000 - 08                                       | 59 196     |
| Alfa 147 GTA                                    | 2002 - 06                                       | 5 389      |
| Total Note: Chiffres officiels (source : ANFIA) | Total Note: Chiffres officiels (source : ANFIA) | 651 823    |